# Monumento da República (Istambul)
O Monumento da República (em turco: Cumhuriyet Anıtı) é um monumento localizado na Praça Taksim, em Istambul, Turquia, para comemorar a criação da República turca em 1923.
Projetado pelo escultor italiano Pietro Canonica e construído em dois anos e meio com o apoio financeiro da população, o monumento foi inaugurado por Hakkı Şinasi Paşa em 8 de agosto de 1928.
Com 11 metros de altura, o monumento retrata o fundador da República Turca, com destaque para as representações de Mustafa Kemal Atatürk, İsmet İnönü e Fevzi Çakmak. O monumento tem dois lados: o lado voltado para nordeste retrata Atatürk, em uniforme militar durante a guerra de independência turca, e o lado voltado para sudoeste (em direção à Avenida İstiklal) apresenta Atatürk e seus companheiros vestidos roupas modernas ocidentais. O lado nordeste representa o papel de Atatürk como comandante-em-chefe e o lado sudoeste o seu papel como estadista.
Semyon Ivanovich Aralov, embaixador da República Soviética da Rússia em Ancara durante a guerra de independência turca, figura no grupo de pessoas atrás de Atatürk, envergando um boné, por detrás de İsmet İnönü, no lado sudoeste do monumento. A sua presença no monumento, ordenada por Atatürk, assinala o auxílio financeiro e militar enviado por Lenin em 1920 ao governo independentista.
O Monumento da República é um local importante, onde são realizadas cerimônias oficiais em feriados nacionais.